# Tino Vogel
Tino Vogel 1969. május 30. –) korábbi német amatőr labdarúgó, edző. Vogel sosem szerepelt profi csapatokban karrierje során. A VfB Pössneck, a Gera és a Jena csapataiban szerepelt pályafutása során.

## Pályafutása edzőként

### Kezdetben
Edzői pályafutását 2000-ben a VfB Pößneck csapatánál kezdte meg. A 2001-02-es szezonban megnyerte csapatával a Türingia League bajnokságot, ami a német ötödosztálynak felel meg. A következő szezonban a NOFV-Oberliga Süd bajnokságban 12. helyen végzett a csapattal, így első évében bent maradt a csapata.
Ezt követően 2003-ban a VFC Plauen klubjához igazolt. Első évében megnyerték a Oberliga Nordost és Szászország kupát. A rájátszást a Hertha BSC II ellen alulmaradt csapatával és nem sikerült feljutniuk. A következő két szezonban a bajnokság második helyén végeztek. A 2006-os Szászország kupában a Chemnitzer FC ellen elveszített mérkőzéssel kiestek a kupasorozatból. A 2006-07-es szezon első mérkőzése után távozott a klubtól és a Chemnitzer FC menedzsere lett később.
2007 áprilisában a Chemnitzer csapatának vezetőedzője lett. A következő évben a bajnokság második helyén végezve feljutottak a Regionalliga Nord bajnokságba.

### RB Leipzig
2008 őszén Matthias Wentzelt váltotta a SSV Markranstädt kispadján. Miután a Red Bull megvásárolta a klubot és új neve RB Leipzig lett kapott egy esélyt, hogy a csapat menedzsereként bizonyítson. A 2009-10-es szezonban rögtön bajnoki címet szerzett a Oberliga Nordostban a lipcsei csapattal. 2009. augusztus 8-án a Carl Zeiss Jena II elleni 1-1-es döntetlennel végződő mérkőzés volt a csapat első bajnoki mérkőzése. Augusztus 16-án a FSV Zwickau ellen megszerezte a klub az első nagy gólarányú győzelmét. A mérkőzést a bikák nyerték 4-0-ra és az első gólt a klub történetében Michael Lerchl szerezte. Vogel a klub irányítása alatt hazai pályán a VfB Pößneck ellen 7-1-re megnyert mérkőzés volt a legnagyobb sikerei a klubnak. A 30 bajnoki mérkőzésen 80 pontot szereztek meg a maximálisan elérhető 90-ből.
A következő szezonban már Tomas Oral lett a klub menedzsere, de Vogel maradt a klubnál és a U19-es csapat edzője lett. Ez idő alatt menedzseri képesítést is szerzett. 2011-ben a második csapat edzője lett a klubnál, egészen 2016-ig.

## Külső hivatkozások
- Edzői statisztikája a transfermarkt.co.uk-n
- Edzői statisztikája a weltfussball.de-n